# ISO 3166-2:PT
Kódy ISO 3166-2 pro Portugalsko identifikují 18 distriktů a 2 autonomní oblasti. První část (PT) je mezinárodní kód pro Portugalsko, druhá část sestává ze dvou čísel identifikujících kraj.

## Seznam kódů
```
PT-01 Aveiro (Aveiro)
PT-02 Beja (Beja)
PT-03 Braga (Braga)
PT-04 Bragança (Brangança)
PT-05 Castelo Branco (Castelo Branco)
PT-06 Coimbra (Coimbra)
PT-07 Évora (Évora)
PT-08 Faro (Faro)
PT-09 Guarda (Guarda)
PT-10 Leiria (Leiria)
PT-11 Lisabon (Lisboa, 
Lisabon
)
PT-12 Portalegre (Portalegre)
PT-13 Porto (
Porto
)
PT-14 Santarém (Santarém)
PT-15 Setúbal (Setúbal)
PT-16 Viana do Castelo (Viana do Castelo)
PT-17 Vila Real (Vila Real)
PT-18 Viseu (Viseu)
PT-20 
Azory
 (Ponta Delgada)
PT-30 Madeira (Funchal)
```